# Zona de transición frágil-dúctil

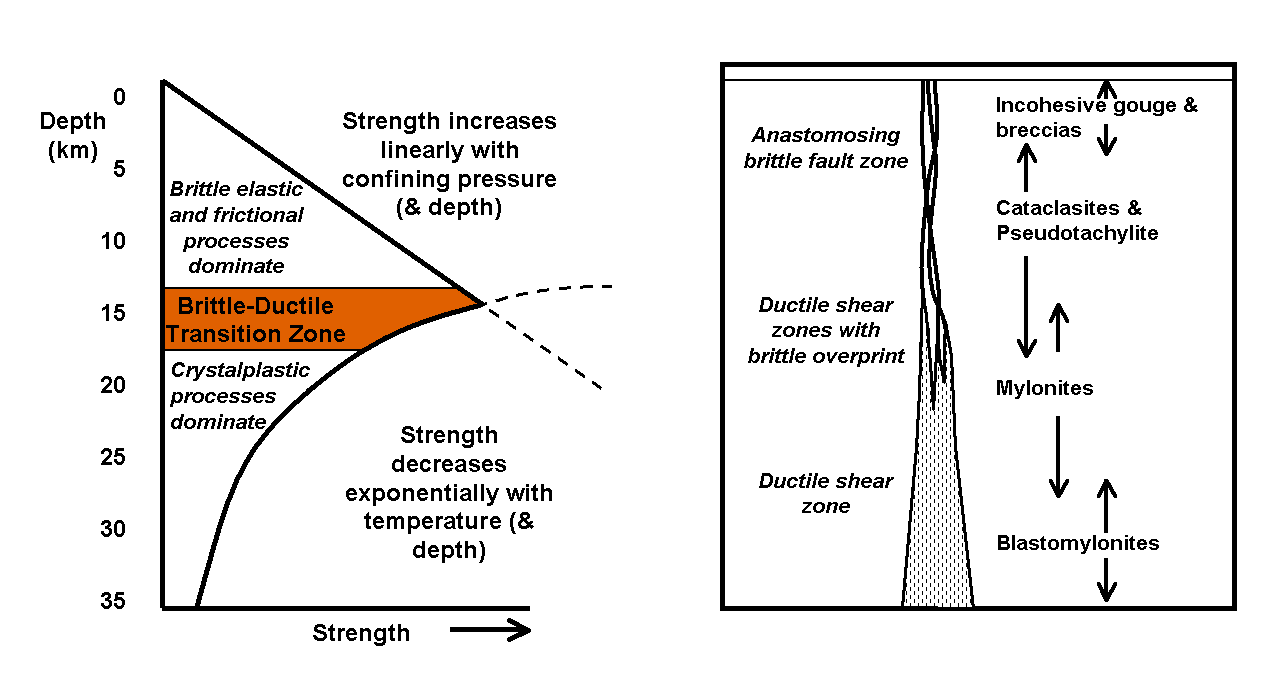
Variación de la resistencia con profundidad en la corteza continental y cambios en los mecanismos de deformación dominantes y rocas de falla en una zona de falla vertical conceptual.

La zona de transición frágil-dúctil es la parte más fuerte de la corteza terrestre. Para rocas ricas en cuarzo y feldespato en la corteza continental, esto ocurre a una profundidad aproximada de 13-18 km (aproximadamente equivalente a temperaturas en el rango 250–400 °C). A esta profundidad, las rocas se vuelven menos propensas a fracturarse y a deformarse dúctilmente por arrastre. Esto sucede porque la resistencia a la fragilidad de un material aumenta por la presión de confinamiento, mientras que la resistencia dúctil de un material disminuye al aumentar la temperatura. 
La zona de transición ocurre en el nivel de la corteza donde la resistencia frágil que aumenta hacia abajo es igual a la resistencia dúctil que aumenta hacia arriba, dando un perfil de resistencia cortical característico "diente de sierra". Esta zona es, por lo tanto, la parte más fuerte de la corteza y la profundidad a la que ocurren muchos terremotos. El nivel de la zona de transición depende tanto de la velocidad de deformación como del gradiente de temperatura, siendo menos profundo para deformación lenta y/o flujo de calor alto y más profundo para deformación rápida y/o flujo de calor bajo. La composición de la corteza también afectará la profundidad a la que se produce esta zona. 
Las secciones de zonas de falla que una vez estuvieron activas en la zona de transición, y ahora expuestas en la superficie, generalmente tienen una sobreimpresión compleja de tipos de roca frágil y dúctil. Las cataclasitas o brechas de pseudotaquilita con clastos de milonita son comunes, al igual que las cataclasitas y pseudotaquilitas deformadas dúctil.

## Otras lecturas
- A. G. Duba (1990). The Brittle-Ductile Transition in Rocks: The Heard Volume. American Geophysical Union. ISBN 978-0-87590-025-4.  A. G. Duba (1990). The Brittle-Ductile Transition in Rocks: The Heard Volume. American Geophysical Union. ISBN 978-0-87590-025-4.  A. G. Duba (1990). The Brittle-Ductile Transition in Rocks: The Heard Volume. American Geophysical Union. ISBN 978-0-87590-025-4.
- Rolandone, F.; Bürgmann, R.; Nadeau, R. M. (2004), «The evolution of the seismic-aseismic transition during the earthquake cycle: Constraints from the time-dependent depth distribution of aftershocks», Geophysical Research Letters 31 (23): L23610, Bibcode:2004GeoRL..3123610R, doi:10.1029/2004GL021379.

- Datos: Q4971661